# ميلينا ماتسوكاس
ميلينا ماتسوكاس (بالإنجليزية Melina Matsoukas) مخرجة أشرطة الفيديو الموسيقية الأميركية من أصول يونانية، عبرية، جامايكية وكوبية.

## قائمة للمغنين التي أخرجت لهم
- ريانا
- بيونسي نولز
- ليدي جاجا
- جي-زي
- ني-يو
- كيتي بيري

## روابط خارجية
- ميلينا ماتسوكاس على موقع IMDb (الإنجليزية)
- ميلينا ماتسوكاس على موقع ألو سيني (الفرنسية)
- ميلينا ماتسوكاس على موقع ميوزك برينز (الإنجليزية)
- ميلينا ماتسوكاس على موقع ديسكوغز (الإنجليزية)
- ميلينا ماتسوكاس على موقع قاعدة بيانات الفيلم (الإنجليزية)